# 로쿠고촌 (미야기현)
로쿠고촌(六郷村)은 미야기현 나토리군에 설치되었던 촌이다.

## 연혁
- 1889년 4월 1일 - 정촌제 시행과 함께 나토리군 로쿠고촌이 성립하였다.
- 1941년 9월 15일 - 나토리군 나카다촌 및 미야기군 이와키리촌, 다카사고촌, 시치고촌과 함께 센다이시에 편입하였다.